# Giao hưởng số 1 (Schubert)
Giao hưởng số 1 cung Rê trưởng, D. 82 là bản giao hưởng đầu tiên của nhà soạn nhạc yểu mệnh người Áo Franz Schubert. Ông viết tác phẩm này vào năm 1813. Tác phẩm được viết cho dàn nhạc giao hưởng của chủng viện của nhà nguyện hoàng cung, nơi Schubert được tuyển vào giọng hát nhi kim vào năm 1808 và chơi violin.